# Зірочник гайовий
Зірочник гайовий, або зірочник дібровний (Stellaria nemorum L.) — рослина з родини гвоздичні (Caryophyllaceae).

## Морфологія і біологія

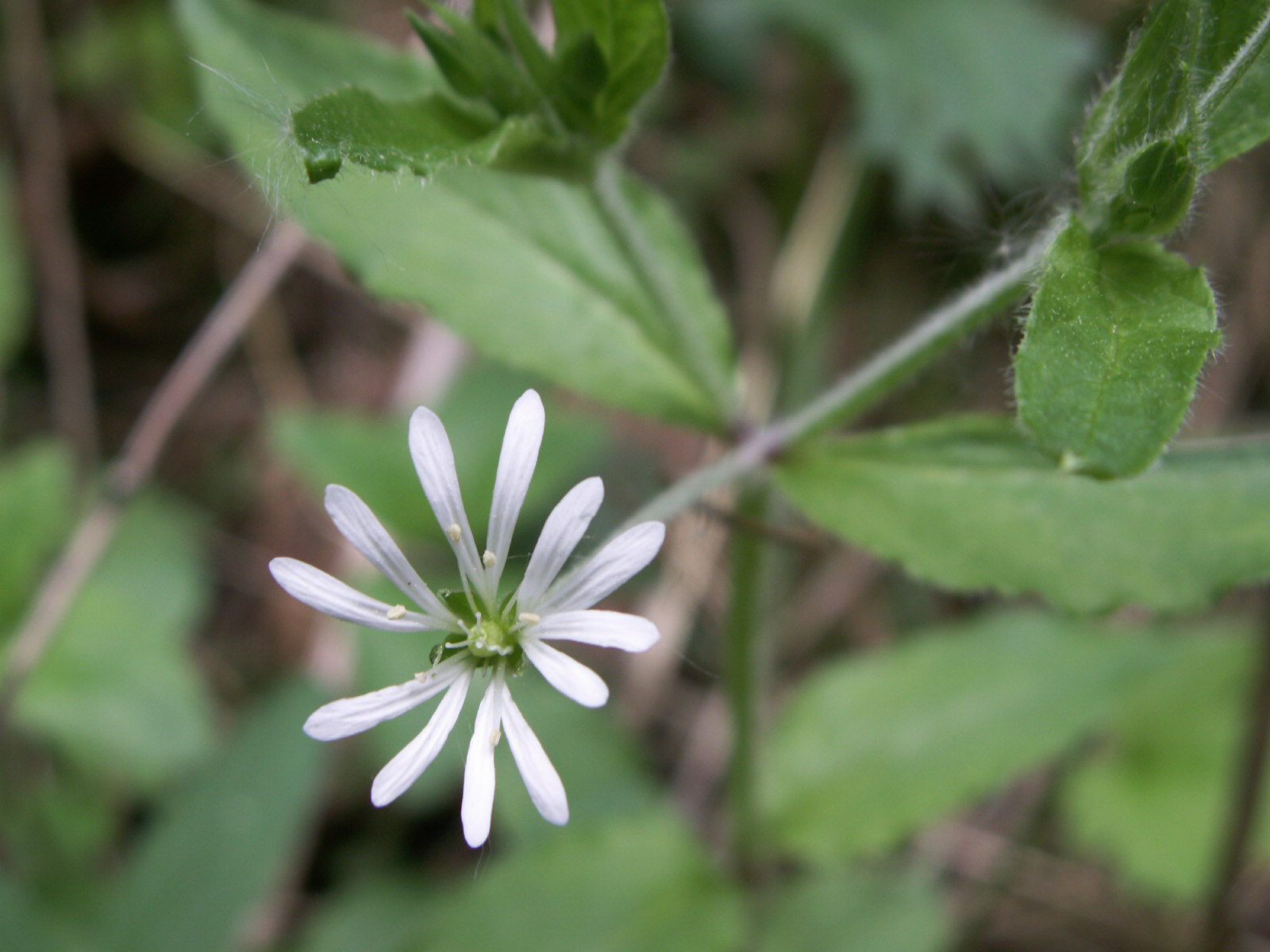
Квітка зірочника гайового

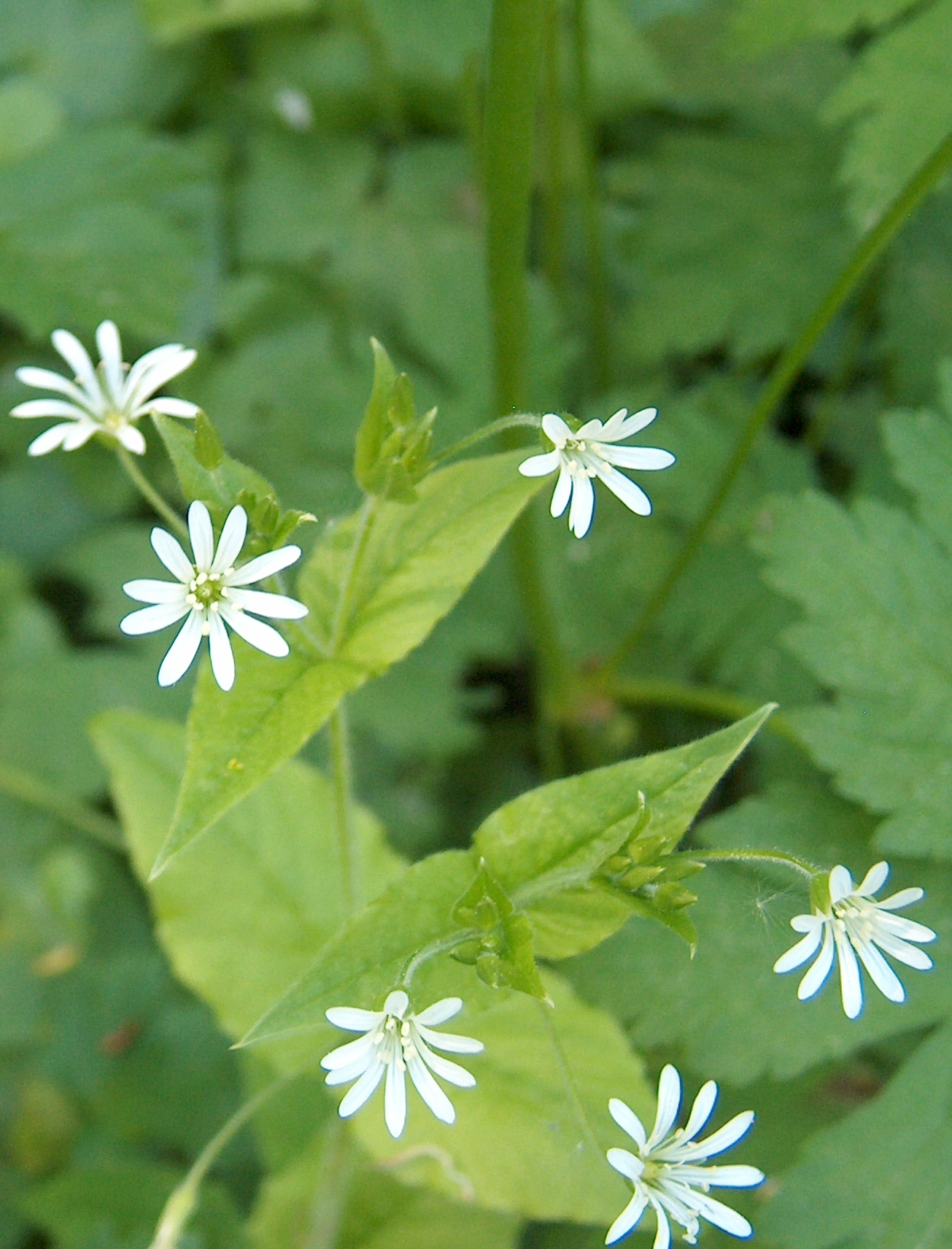
Зірочник гайовий в лісу біля Вантаа (Фінляндія)

Багаторічники з тонкими підземними кореневищами. Стебла заввишки до 60 см, округлі, слабкі, піднімаються догори, внизу голі, вгорі опушені залозистими кучерявим волосками. Нижні листки черешкові, широколанцетні, 3-8 см завдовжки, до 4 см завширшки, верхні — сидячі, дрібніші, серцеподібні, по краю коротковійчасті. Квітки в кінцевих і пазушних суцвіттях, на довгих квітконіжках. Чашолистки ланцетні, вгорі голі, при основі залізисто-волосисті, 5-6 мм завдовжки, пелюстки вдвічі довші чашечки, майже до основи двороздільні з лінійними долями. Стовпчиків 3. Коробочка довгаста, в 1,5 рази довше чашечки.
Цвіте в травні — липні. Мезофіт. Розмножується насіннєвим і вегетативним шляхом. Насіння починає дозрівати через місяць після цвітіння, вони розсіюються при розгойдуванні квітконосів. Потрапивши в сприятливі умови, насіння проростає через 2 місяці. Сім'ядолі проростків ланцетні, пластинки їх темно-зелені, з добре вираженою головною жилкою. З бруньки зародка навесні розвивається зелений вертикальний пагін, що несе кілька пар майже округлих, на верхівці загострених листків. У вересні — жовтні сім'ядолі відмирають, з бруньок в їх пазухах з'являються сланкі пагони, які укорінються з м'ясистими безбарвними лускоподібними листочками. Вони заглиблюються у ґрунт, а наступної весни верхівки їх знову повертають вгору і дають вертикальні пагони. Вид відрізняється великою енергією вегетативного розмноження: з'єднувальні частини підземних кореневищ відмирають вже на другому році життя, виникають самостійні молоді рослини. З пазух лускоподібного листя кореневищ навесні з'являються численні пагони, що дають початок новим рослинам. В умовах лісостепової діброви рослини йдуть під сніг із зеленим листям, які відмирають після танення снігу.

## Поширення
Росте на півночі Європи, Скандинавії, Середній та Атлантичній Європі, Середземномор'ї, на Кавказі, Балканському півострові і в Малій Азії. Широко розповсюджений на Правобережній Україні. Натуралізований в інших регіонах з помірним кліматом.

## Екологія
Росте в тінистих сирих широколистяних і хвойно-широколистяних лісах, у струмків, на лісових торфовищах та луках.